# Canadian Border Peak
Der Canadian Border Peak, 2.291 m hoch und mit einer Schartenhöhe von 311 m, ursprünglich einfach Border Peak genannt, ist ein Berg in den North Cascades und dort in der Skagit Range, im Lower Mainland der kanadischen Provinz British Columbia. Wie sein Name nahelegt, befindet er sich nahe der Grenze zwischen Kanada und den Vereinigten Staaten und ist über einen hohen Berggrat  mit dem American Border Peak verbunden, welcher mit 2.437 m ein wenig höher ist. Beide zusammen werden als Border Peaks oder American-Canadian Border Peaks bezeichnet und sind am leichtesten von besiedelten Teilen Kanadas aus zu sehen, so vom Nordteil der Sumas Prairie und dem westlichen Teil der Chilliwack Prairie im Gebiet von Greendale, welches unmittelbar östlich der Grenze zwischen den Städten Chilliwack und Abbotsford liegt. An der Nordostflanke des Berges liegt das Quellgebiet des Tamihi Creek, welcher über den Slesse Creek in den Chilliwack River mündet.

## Klima
Der Canadian Border Peak liegt in Bezug auf die Klimaklassifikation nach Köppen und Geiger im Bereich des Seeklimas (Cfb) des westlichen Nordamerika.:15 Die meisten Wetterfronten stammen vom Pazifik und bewegen sich nordostwärts auf die Kaskadenkette zu, wo sie durch die Berge zum  Aufsteigen (Windstau) gezwungen werden, was wiederum dazu führt, dass die enthaltene Feuchtigkeit in Form von Regen oder Schnee abgegeben wird. Im Ergebnis führt das zu hohen Niederschlägen an der Westseite der North Cascades, insbesondere zu starken Schneefällen im Winter.:15 Aufgrund des gemäßigten Klimas und der Nähe zum Pazifik fallen die Temperaturen westlich des Kaskaden-Hauptkamms selten unter −18 °C oder steigen über 27 °C.:15 Während der Wintermonate ist es normalerweise wolkig, im Sommer findet sich jedoch aufgrund der Hochdruckgebiete über dem Pazifik selten oder nie eine Wolke am Himmel.:16 Aufgrund des maritimen Einflusses neigt der Schnee dazu, nass und schwer zu sein, sodass eine hohe Lawinen-Gefahr besteht.:16

## Geologie
In den North Cascades gibt es die raueste Topografie der Kaskadenkette mit schroffen Gipfeln und Graten und tiefen Trogtälern. Geologische Ereignisse vor langer Zeit schufen die abwechslungsreichen Landschaften und drastische Höhenwechsel, aufgrund derer sich die unterschiedlichen Klimate in den Kaskaden herausbildeten.
Die Geschichte der Entstehung der Kaskadenkette reicht Millionen von Jahren zurück bis in das Eozän. Mit dem Überschieben der Nordamerikanischen Platte über die Pazifische Platte ging auch eine Periode der vulkanischen Aktivität einher, die noch anhält.  Zusammengenommen schufen kleine Fragmente der ozeanischen und der kontinentalen Erdkruste, sogenannte Terrane, vor etwa 50 Millionen Jahren die North Cascades.
Während des Pleistozän stießen beginnend vor über zwei Millionen Jahren wiederholt Gletscher vor und zogen sich wieder zurück; in dieser Zeit lagerten sie große Mengen von Geröll in der Landschaft ab. Der U-förmige Querschnitt der Flusstäler ist das Ergebnis dieser Vereisung. Die Hebungen und Verwerfungen bildeten im Zusammenspiel mit der Vereisung die dominanten Prozesse, welche im Gebiet der North Cascades zu den hohen Gipfeln und den tiefen Tälern führten.

## Galerie

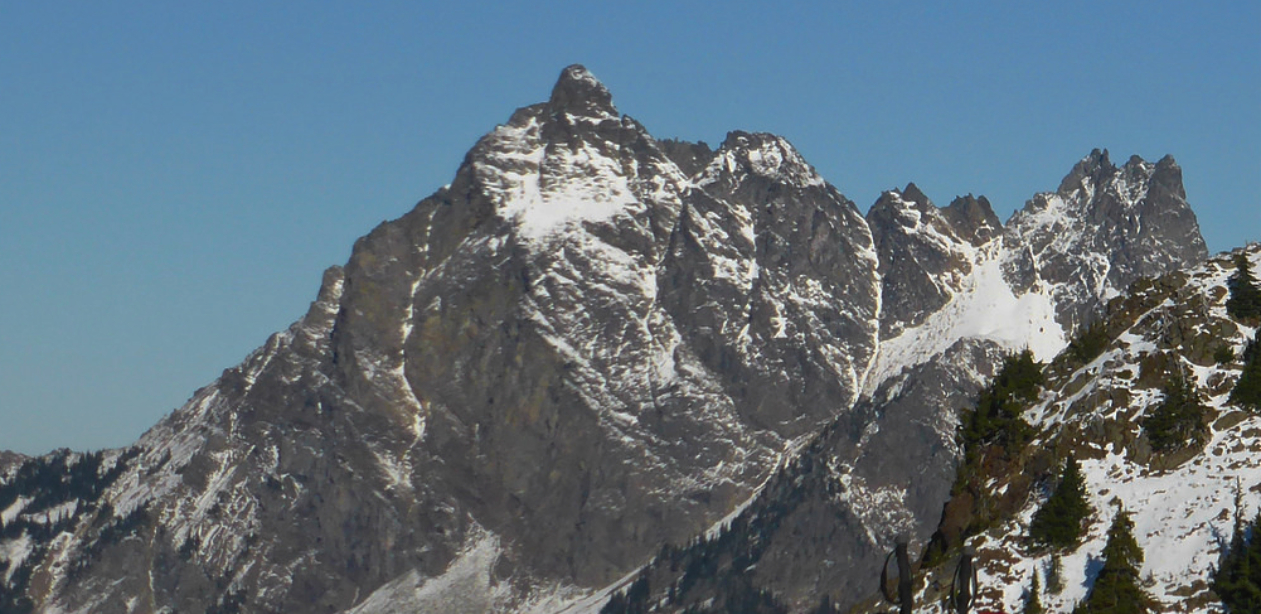
Canadian Border Peak